# Louis Washkansky
Louis Joshua Washkansky (12 de abril de 1912 - 21 de dezembro de 1967) foi um homem sul-africano que recebeu o primeiro transplante de coração de pessoa para pessoa do mundo, e o primeiro paciente a recuperar a consciência após a operação. Washkansky viveu 18 dias e pôde falar com a sua esposa e repórteres.
Washkansky foi na verdade o segundo receptor humano de um transplante de coração no geral, pois James Hardy fez um transplante em 1964 no qual Boyd Rush recebeu o coração de um chimpanzé, embora o paciente naquele caso tenha sobrevivido apenas uma hora e não tenha recuperado a consciência.

## Biografia
Washkansky era um judeu lituano, o mais novo dos quatro filhos de Abe Washkansky e a sua esposa, Chana Yentel Kemelgor. Em 1912, quando Washkansky tinha três meses, o seu pai emigrou para a África do Sul sem a família e começou um negócio como comerciante de produtos agrícolas. Como resultado da Primeira Guerra Mundial, a Sra. Washkansky e os filhos só se reuniram com o marido na Cidade do Cabo em 1923. Washkansky frequentou a Cape Town High School, onde passou o padrão oito, antes de entrar no ramo de mercearia na Cidade do Cabo. Ele prestou serviço ativo na Segunda Guerra Mundial no Leste e Norte da África e na Itália.
Washkansky era um esportista ávido. Ele participou de futebol, natação e levantamento de peso. Mais tarde, ele teve problemas cardíacos e precisou de um transplante de coração.

## Formação médica
No entanto, mais tarde na vida de Washkansky, a sua saúde piorou substancialmente: ele era diabético e tinha uma doença cardíaca incurável, que o levou a sofrer três ataques cardíacos. O último desses ataques cardíacos levou à insuficiência cardíaca congestiva.
Em abril de 1966, Washkansky visitou o Hospital Groote Schuur devido à sua doença preexistente. Ele foi visto pela primeira vez por Barry Kaplan, que em julho de 1966 perguntou se Christiaan Barnard estaria disposto a comparecer a Washkansky. Barnard havia realizado vários testes de laboratório e um exame aprofundado em Washkansky e chegou à conclusão de que nada poderia ser feito para ajudá-lo. Em janeiro de 1967, Washkansky foi encaminhado a Mervyn Gotsman, cardiologista da Clínica Cardíaca do Hospital Groote Schuur, devido a insuficiência cardíaca refratária. Washkansky foi submetido a cateterismo cardíaco que confirmou insuficiência cardíaca grave e foi posteriormente encaminhado a Barnard para uma possível cirurgia.
Washkansky foi readmitido em Groote Schuur em 14 de setembro de 1967, que também era o ano novo judaico. Como resultado de ataques cardíacos em 1965, aproximadamente apenas um terço de seu coração ainda estava funcionando. No final de outubro, ele entrou em coma diabético, mas recuperou a consciência. Certa vez, quando ele estava inchado com fluido e com dores consideráveis, sua esposa Ann perguntou-lhe num sussurro como ele estava. Ele esboçou um sorriso e sussurrou: "Estou no topo do mundo." Ele também sofria de insuficiência renal e hepática. Em 10 de novembro, Val Schrire apresentou Washkansky como um possível candidato a transplante de coração.
Quando Barnard se encontrou com Washkansky, Barnard explicou a possibilidade de um transplante e Washkansky concordou com a possibilidade. Depois disso, Ann descobriu que seu marido, Louis, era "estranhamente alegre". Quando Barnard mais tarde explicou a possibilidade de um transplante para os dois, a ideia era tão nova que Ann inicialmente se preocupou que seu marido pudesse absorver parte da personalidade do coração do doador. Barnard declarou a Ann e Louis Washkansky que o transplante proposto tinha 80% de chance de sucesso, que foi criticado como "enganoso". Parte do procedimento pré-operatório consistia em colher amostras da pele, nariz, boca, garganta e reto de Washkansky para descobrir quais bactérias viviam em seu corpo, para que os antibióticos mais eficazes pudessem ser administrados após o transplante. Ele também foi freqüentemente regado com Phisohex.

## Transplante potencial em novembro de 1967
No final de novembro de 1967, um doador potencial foi identificado. Um jovem negro caiu de um caminhão e sofreu um traumatismo craniano catastrófico. Embora o chefe de cardiologia, Val Schrire, tenha expressado anteriormente uma forte preferência por evitar um doador "de cor", a polícia abordou a família do jovem pedindo permissão para ele ser um doador de coração. McRae escreve que a família ficou "em choque depois de ser confrontada por um policial". O EKG do coração do doador, no entanto, mostrou segmentos ST deprimidos, o que significa que ele pode ter sido danificado ou não estava recebendo sangue oxigenado suficiente e deu ao relutante Val Schrire uma razão médica para não continuar com o transplante de um coração doador " colorido" no apartheid na África do Sul. Washkansky, que havia sido limpo e barbeado para a possível tentativa, sentiu-se decepcionado e desapontado quando ela não foi adiante. Ele sentiu que suas chances futuras eram mínimas.

## Operação e resultado
Washkansky recebeu seu transplante de coração em 3 de dezembro de 1967, no Hospital Groote Schuur na Cidade do Cabo, África do Sul. A operação durou aproximadamente seis horas, começando às 01h00, com Christiaan Barnard liderando uma equipe de trinta cirurgiões, anestesistas, enfermeiras e técnicos. Seu irmão Marius Barnard ajudou na cirurgia.
Denise Darvall, de 25 anos, e sua mãe foram atropeladas por um motorista bêbado ao atravessar uma rua movimentada em uma tarde de sábado. A sua mãe morreu no local. Denise foi levada para Groote Schuur. Peter Rose-Innis, o neurocirurgião sênior do hospital, cuidou dela. Uma radiografia do crânio mostrou duas fraturas graves. Ela não mostrou nenhum sinal de dor quando água gelada foi derramada em seu ouvido. Além disso, seu cérebro não tinha nenhum sinal de atividade elétrica. Uma transfusão de sangue e um respirador mantiveram o ritmo de seu coração. Coert Venter e Bertie Bosman foram os médicos que abordaram o pai de Denise, Edward Darvall, e pediram permissão para usar seu coração para um possível transplante. Ele estava no local do acidente original e fora sedado após ser levado ao hospital. Enquanto esperava, ele pensou que ainda estavam tentando salvar a vida de sua filha. Bosman disse a ele que havia um homem no hospital que estava desesperadamente doente e precisava de um transplante de coração, e que talvez Edward pudesse lhe fazer uma grande gentileza se eles permitissem que eles transplantassem o coração de Denise. Bosman e Venter retiraram-se da sala, dizendo que ele deveria demorar o tempo que fosse necessário para considerar o pedido deles e que eles entenderiam se ele se recusasse a dar seu consentimento.
Nos quatro minutos que Edward Darvall levou para tomar a decisão, ele pensou na sua filha, em um aniversário e em um presente que ela lhe dera de primeiro salário. Ele começou a chorar e decidiu o que precisava ser feito. Ele se recompôs e chamou os médicos de volta à pequena sala. Ele disse a eles que se eles não podiam salvar sua filha, eles deveriam tentar salvar este homem.
Embora Washkansky tenha morrido de pneumonia 18 dias após o transplante devido a um sistema imunológico enfraquecido, Barnard considerou a cirurgia um sucesso porque o coração "não estava sendo estimulado por uma máquina elétrica". Como Barnard relatou em seu livro, One Life, uma decisão foi tomada no quinto dia pós-operatório para bombardear o sistema de Washkansky com imunossupressores para se proteger contra uma rejeição potencial do novo coração. Como mais tarde os transplantes de coração revelariam, os sinais observados naquela época faziam parte de um programa de reassentamento para o novo coração e não necessariamente uma indicação de rejeição.